# The Mini Munsters
The Mini-Munsters is een 23 minuten durende tekenfilmspecial gebaseerd op de Amerikaanse sitcom The Munsters. De special werd uitgezonden als onderdeel van de The ABC Saturday Superstar Movie op 27 oktober 1973.

## Verhaal
Bij aanvang van de special krijgen de Munsters te horen dat neef Igor en nicht Lucretia op bezoek zullen komen vanuit Transsylvanië. Ondertussen wil Eddie graag in een band gaan spelen en oefent voortdurend, tot ergernis van zijn ouders. Daarom vindt Opa voor Eddie een auto uit die wordt aangedreven door muziek, zodat Eddie naar hartenlust kan oefenen.
Wanneer een benzinecompagnie de auto ontdekt, zijn ze razend. Bang dat iedereen zo’n auto zal aanschaffen vernielen ze de wagen en ontvoeren de huisdieren van de familie. De rest van de special draait om de familie die hun huisdieren terug probeert te krijgen.

## Rolverdeling
- Richard Long......Herman Munster
- Cynthia Adler.....Lily Munster
- Al Lewis..........Opa Munster
- Stuart Getz.........Eddie Munster

## Trivia
- Al Lewis was de enige acteur uit de originele serie die zijn stem leende aan de geanimeerde versie van zijn personage.
- In deze special is Eddy duidelijk ouder dan in de serie.
- De special was bedoeld als pilotaflevering voor een animatieserie van “The Munsters”, maar die werd nooit gemaakt.
- Marilyn Munster is de enige van de Munster familie die niet meedoet in deze special. Waarom is niet bekend.